# Gygis microrhyncha
El charrán blanco pequeño (Gygis alba microrhyncha), es una subespecie de ave en la familia Sternidae. A veces es considerada una especie independiente muy relacionada con la Gygis alba que es de un porte mayor.  

## Distribución
Se la encuentra en la polinesia francesa y Kiribati.